# Georg Querfurth
Georg Heinrich Karl Querfurth (* 30. Januar 1838 in Tiefenbach bei Hasselfelde; † 27. November 1902 in Braunschweig) war ein deutscher Maschinenbauingenieur und Hochschullehrer. Er war Bibliothekar der Bibliothek der Technischen Hochschule Braunschweig, Vorgängereinrichtung der heutigen Universitätsbibliothek Braunschweig.

## Leben
Querfurth studierte seit 1856 Maschinenbau am Braunschweiger Collegium Carolinum. Er war dort ab 1862 als Assistent tätig, bevor er 1865 Lehrer für Maschinenbau und 1871 ordentlicher Professor wurde. Er las über Maschinenelemente und über die Berechnung und den Bau von Dampfmaschinen. Querfurth besuchte 1862 die Weltausstellung in London und führte 1888 eine Studienreise nach England durch. 
Er wurde 1870 nach dem Tod von Johann Heinrich Blasius zum Bibliothekar der Bibliothek der Polytechnischen Schule, bis 1862 Collegium Carolinum, ernannt. Während seiner Amtszeit erschien ein Katalog der Bibliothek im Druck. Querfurth wurde 1872 Erster Bibliothekar und wurde am 1. Oktober 1880 auf eigenen Wunsch aus diesem Dienst entlassen. Seine Lehrtätigkeit übte er weiterhin aus. 
Er erhielt 1888 das Ritterkreuz I. Klasse zum Orden Heinrichs des Löwen und wurde 1894 zum Geheimen Hofrat ernannt.

## Werke (Auswahl)
- Julius Ludwig Weisbach, Georg Querfurth: Ingenieur: Sammlung von Tafeln, Formeln und Regeln der Arithmetik, der theoretischen und praktischen Geometrie sowie der Mechanik und des Ingenieurwesens. Band 1. Vieweg, Braunschweig 1874, OCLC 52628552.